# Hambledon, Hampshire
Hambledon är en ort och civil parish i Storbritannien.   Den ligger i grevskapet Hampshire och riksdelen England, i den södra delen av landet, 90 km sydväst om huvudstaden London. Hambledon ligger 59 meter över havet och antalet invånare är 947.
Terrängen runt Hambledon är platt. Runt Hambledon är det mycket tätbefolkat, med 1 956 invånare per kvadratkilometer. Närmaste större samhälle är Portsmouth, 14,7 km söder om Hambledon. Trakten runt Hambledon består till största delen av jordbruksmark.